# Maison Dewindt
La Maison Dewindt est un immeuble de style Art nouveau réalisé en 1901 par l’architecte Léon Delune à Bruxelles en Belgique. Elle est reprise sur la liste des monuments classés de Bruxelles-ville depuis le 9 février 2006.

## Situation
Cet immeuble est situé au n° 52 de la rue des Éburons à Bruxelles dans le quartier des Squares où ont été érigées de nombreux immeubles de style Art nouveau comme la Maison Saint-Cyr ou l'Hôtel van Eetvelde.

## Description
L'immeuble est une construction asymétrique comptant deux travées et trois niveaux. La travée gauche est plus large que la droite. Les deux principaux matériaux utilisés sont la brique rouge et la pierre bleue.

### Travée de gauche
Deux pilastres en brique courent depuis la moitié du premier étage jusqu'à la corniche proéminente. Au second étage, une logette rectangulaire avec un encadrement massif en pierre bleue repose sur deux imposantes consoles devançant la baie du premier étage. Cette baie formée d'une fenêtre centrale rectangulaire entourée par deux fenêtres oblongues est précédée par un balcon, toujours réalisé en pierre bleue mais ajouré de motifs circulaires exécutés en fer forgé. Le balcon repose aussi sur deux consoles en pierre de taille plus petites et plus écartées que celles de l'étage supérieur. La baie rectangulaire du rez-de-chaussée est divisée par un ensemble de croisillons et de petits bois. En dessous, un soupirail en pierre de taille forme un arc outrepassé.

### Travée de droite
Les baies des deux étages sont encadrées par des pierres de taille formant de légères courbures au-dessus de la baie du second étage et en dessous de celle du premier étage. La porte d'entrée en bois sculpté comporte une originale petite ouverture circulaire avec trois branches en ferronnerie et une boîte aux lettres métallique en coup de fouet. Elle jouxte à gauche une étroite fenêtre oblongue protégée par deux fers forgés et, au-dessus, une baie d'imposte avec arc outrepassé en pierres bleues et blanches alternées.

## Source
- Marie Resseler, Top 100 Art nouveau/Bruxelles, Éditions Aparté, 2010, pages 52/53.